# Forces Armades Iraquianes
Les Forces Armades Iraquianes van ser creades pels britànics, durant el seu mandat sobre el país després de la Primera Guerra Mundial. Tenen la tasca de dur a terme les operacions militars iraquianes. Després de la invasió de l'Iraq del 2003, les Forces Armades van ser reconstruïdes amb l'ajuda dels Estats Units. A causa de la Guerra de l'Iraq, a partir del 2006, l'Exèrcit va ser dissenyat per actuar com una força anti-guerrillera. L'Exèrcit Iraquià, és la força terrestre de les Forces Armades de la República de l'Iraq.

## Història de les Forces Armades Iraquianes
Les Forces Armades Iraquianes van ser creades per les autoritats territorials del Regne Unit durant el període posterior a la Primera Guerra Mundial, el control d'aquest territori va estar en mans del Mandat Britànic de l'Iraq. Després de la Invasió de l'Iraq de 2003, l'Exèrcit Iraquià va ser refundat al costat de les línies de comandament i els militars nord-americans desplegats, comptant amb l'ajuda dels Estats Units, Regne Unit, i el Regne de l'Aràbia Saudita. A causa de la revolta iraquiana que va començar després de la invasió nord-americana i aliada, l'Exèrcit Iraquià seria destacat com a part de la força contra-insurgent. El desembre de 2011, les forces iraquianes es van fer càrrec de la responsabilitat total de la seguretat i la integritat territorial de l'Iraq.

### Inicis
Les amenaces d'un nou conflicte, provinents de Turquia, la qual reclamava com a seus els territoris de l'anterior Imperi Otomà, entre els quals la ciutat de Mosul, va donar suficients raons als britànics perquè formessin un Exèrcit Iraquià el 6 de gener de 1921. la primera brigada es va anomenar Brigada Mussa al-Kadhum, i va consistir en oficials ex-otomans d'ètnia iraquiana, les seves primeres casernes es van situar a Khadimiya. El Regne Unit va proveir suport de tropes, materials i entrenament al recentment creat Exèrcit Iraquià, així com a l'Armada i la Força Aèria, que va mantenir una missió militar destacada a Bagdad.

### Real Exèrcit Iraquià
De 1533 a 1918, Iraq va estar sota el domini de l'Imperi Otomà per mitjà dels tres vilayats otomans que el conformaven anteriorment, per la qual cosa va lluitar a la Primera Guerra Mundial del costat de les forces regulars otomanes, així com de les Potències Centrals. Després de 1917, el Regne Unit va prendre el control del país. Les primeres forces militars iraquianes es van establir per part del Regne Unit de la Gran Bretanya i Irlanda del Nord: van ser creats batallons iraquians per protegir les bases de la Royal Air Force a les zones de l'Iraq sota control britànic. L'agost de 1921, els britànics van instaurar un monarca d'origen haiximita i van proclamar com a Rei a Faisal I de l'Iraq. Tanmateix Faisal I era un monarca imposat pel Mandat britànic de l'Iraq. Faisal havia estat forçat a deixar el tron com a Rei de Síria pels francesos, que el van veure com un obstacle per als seus objectius. Tanmateix, les autoritats angleses van seleccionar els membres de l'elit àrab sunnita de la regió per designar als càrrecs de govern i els despatxos ministerials instal·lats a l'Iraq. Els britànics i els iraquians van formalitzar les seves relacions entre les dues nacions amb el Tractat anglo-iraquià de 1922.
El 1922, l'Exèrcit va totalitzar un contingent de 3.600 homes. Aquesta xifra estava per sota dels 6.000 membres requerits per la monarquia iraquiana, i se situava per sota de la xifra de menys de 4.500 soldats, limitada pels britànics en l'anterior pacte. Aquest exèrcit al principi va semblar als locals poc atractiu pels seus baixos salaris, i això dificultava el reclutament. El Regne Unit mantenia el comandament de les forces locals de l'Iraq, així com els oficials, que es van mantenir sota control directe de l'Imperi Britànic. Amb una tropa de 5.000 homes, els iraquians sobrepassaven en xifres als membres de l'exèrcit reial regular, ja que els britànics van fixar un límit de 4.500 homes. El 1924, aquest contingent va créixer fins als 5.700 reclutats, i l'any següent ja disposava de més de 7.500 soldats. Aquesta xifra es va mantenir fins a 1933. Aquest exèrcit comptava amb sis batallons d'Infanteria, tres regiments de Cavalleria, dos regiments de muntanya i un Regiment d'Artilleria de camp.
El 1932, el Regne d'Iraq ja tenia garantida la seva independència real. La seva independència es va garantir sota l'empara del nou Tractat anglo-iraquià de 1930, on el Regne Unit acabava el seu mandat de forma oficial i sota la condició que el govern real iraquià permetria l'establiment formal d'una missió d'assessors i consellers directament instal·lats al regne per als assumptes governamentals, així com les bases britàniques restants tindrien garantida la seva presència, i de ser-li requerida, obtindria el Regne Unit la seva assistència en temps de guerra.
Després d'aconseguir l'Iraq la independència el 1932, les tensions polítiques sobre la continuïtat de la presència britànica en el govern creixerien, sorgint divisions a l'interior del govern iraquià, els seus polítics es dividirien entre pro-britànics, i els que consideraven negativa la presència britànica. Els polítics de la línia pro-britànica van ser representats per líders polítics com Nuri as-Said, que no es va oposar que la presència britànica continués. Els polítics de la línia anti-britànica serien representats per polítics com Rashid Ali al-Gaylani, que rebutjava tota influència britànica en el govern. De 1936 a 1941, cinc intents de cop d'estat van ser perpetrats, tots ells liderats pel cap dels oficials de l'Exèrcit, contra el govern per assolir les demandes fetes pels militars.

### Guerra anglo-iraquiana (1941)

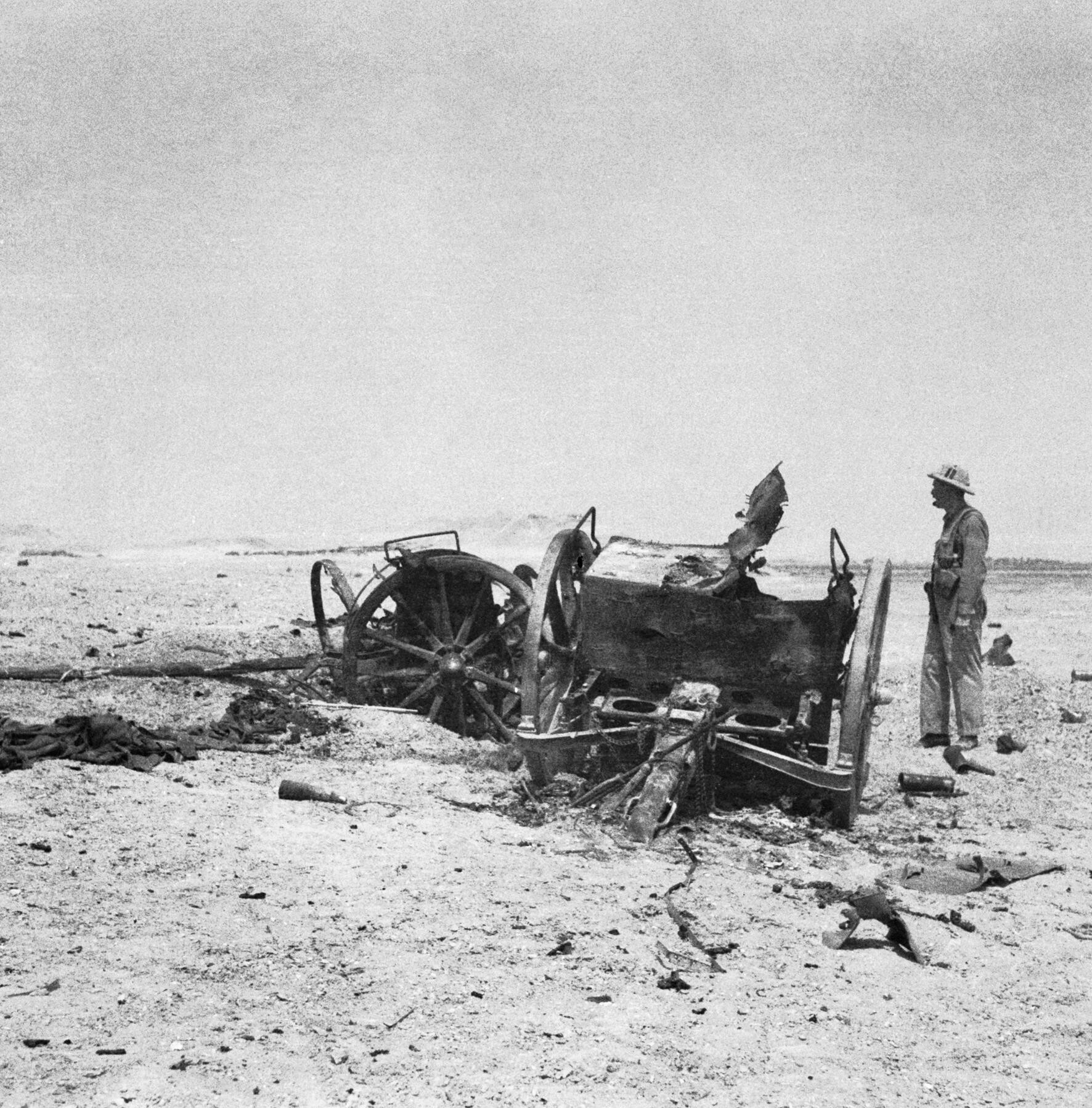
Peça d'artilleria iraquiana destrossada.

Al començament del mes d'abril de 1941; durant la Segona Guerra Mundial, Raixid Ali Gaylani i altres membres del moviment anti-britànic l'Esquadró Daurat, van iniciar un cop d'estat contra el Govern. El Primer ministre de l'Iraq Taha al-Hashimi va renunciar al poder, i Raixid Ali Gaylani va prendre el seu lloc com a Primer ministre.
Raixid Ali es va autoproclamar com el cap del "Govern de Defensa Nacional". Raixid Ali no va destituir la Monarquia, però va instal·lar a un regent més d'acord amb els seus ideals. Va intentar restringir els drets dels britànics, els quals havien estat garantits mitjançant els acords signats en el tractat de l'any 1930.
El 30 d'abril, les unitats de l'Exèrcit Iraquià van establir la seva base en el camp d'aviació de la RAF a Habbaniya. Els iraquians van enviar un missatger per explicar les seves demandes als britànics, els britànics van refusar les demandes dels rebels, i van demandar al seu torn que les forces iraquianes abandonessin la base. El destacament britànic va desplegar les seves forces a la ciutat de Bàssora, i els iraquians van demanar que aquestes forces fossin retirades.
La matinada del 2 de maig de 1941, es va iniciar la Guerra Anglo-Iraquiana entre el govern de Raixid Ali, i les forces britàniques establertes al territori, des de les bases de Habbaniya, des d'on va començar un atac aeri contra els iraquians bel·ligerants. L'Exèrcit iraquià havia crescut de forma important, comptava amb quatre divisions d'infanteria i prop de 60.000 soldats. Cada divisió disposava de tres brigades. La 1a i la 3a divisió estaven acantonades a Bagdad.
També hi havia a Bagdad una Brigada Mecanitzada Independent, composta per una companyia de tancs lleugers, una unitat de camions blindats, dos batallons d'infanteria mecanitzada, una companyia de metralladores mecanitzades, i una brigada d'artilleria autopropulsada. La 2a divisió iraquiana estava acantonada a Kirkuk, i la 4a divisió estava a Diwaniyah, sobre la línia principal del ferrocarril entre Bagdad i Bàssora. Totes les brigades mecanitzades eren unitats que transportaven les seves tropes en camions.
Les hostilitats entre els iraquians i els britànics durarien fins al 30 de maig de 1941. El Govern alemany va enviar ajuda als rebels iraquians, però l'ajuda de les Potències de l'Eix va ser molt minsa i va tenir poca efectivitat. Els britànics van ocupar Bagdad, el líder de la revolta, Raixid Ali Gaylani, va haver de fugir de l'Iraq.
Després de la fi del conflicte anglo-iraquià, Nuri as-Said va retornar al seu lloc de Primer ministre, i va dominar la política de l'Iraq fins a l'enderrocament de la Monarquia, i el seu assassinat el 1958. Nuri as-Said va perseguir durant el seu mandat una línia d'acostament a Occident. Les tropes britàniques van abandonar l'Iraq a finals dels anys 40.

### Guerra araboisraeliana de 1948

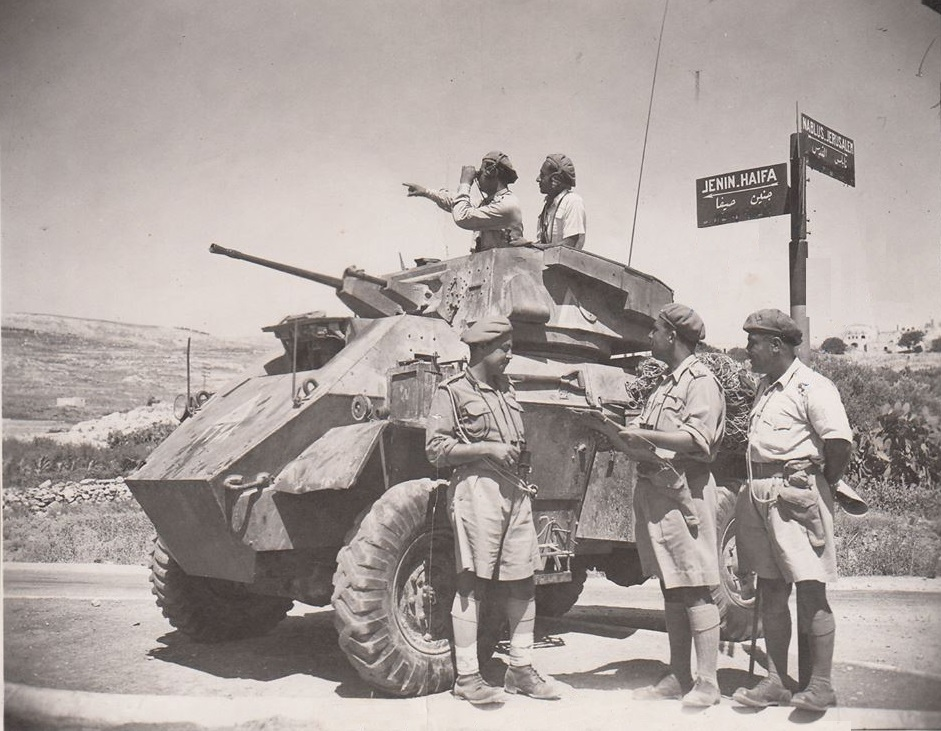
L'Exèrcit iraquià a Jenin, Palestina

Durant la Guerra araboisraeliana de 1948, els iraquians van desplegar una força expedicionària de fins a 18.000 homes. El 1948, van destacar fins a 21.000 soldats en vint brigades i les Forces Aèries Iraquiana va contribuir amb 100 aparells, majorment d'origen britànic.
Inicialment els iraquians van contribuir amb prop de 3.000 homes a l'esforç de guerra, quatre brigades d'infanteria, un batalló de blindats, i una brigada de suport logístic. Aquestes forces van operar sota el mandat oficial del Regne de Jordània. Durant els primers enfrontament, els iraquians van incrementar les seves forces fins a tenir a prop de 10.000 efectius. Cap al final del conflicte, els contingents expedicionaris iraquians sumaven un total d'entre 15.000 i 18.000 homes.
Les primeres forces iraquianes desplegades van arribar a Jordània l'abril 1948, sota el comandament del General Nur ad-Din Mahmud. El 15 de maig, els enginyers iraquians van construir un pont a la vora del riu Jordà i van atacar a les forces israelianes a l'assentament de Gesher amb poc èxit. Les forces iraquianes es van moure a la zona del triangle estratègic de Nablús, Jenin, i Tulkarem, a on van patir greus baixes en l'atac israelià contra Jenin, el qual s'inicià el 3 de juny, però els combatents iraquians, sota comandament jordà, van mantenir heroicament les seves posicions.
El maig de 1955, els britànics es van retirar de l'Iraq. Les autoritats iraquianes van decidir enviar unitats militars a les bases abandonades pels britànics. Una brigada d'infanteria motoritzada va ocupar la base que anteriorment la Royal Air Force tenia a Habbaniya, una localitat que havia estat ocupada pel contingent britànic a l'Iraq.

### Instauració de la República
La monarquia haiximita es va mantenir en el poder fins al 1958, després que un cop d'estat acabés amb l'aparell monàrquic, aquest cop va ser planificat per l'Exèrcit Iraquià, i es coneix com la Revolució del 14 de juliol. El Rei Faysal II de l'Iraq, al costat dels membres de la família reial van ser executats. Aquest cop portaria al poder Abdul Karim Qasim. En els seus primers actes de govern va retirar l'Iraq del Pacte signat anteriorment a Bagdad i va establir relacions amistoses amb la Unió Soviètica.
Quan Qasim es va distanciar de la línia ideològica de Gamal Abdel Nasser, va enfrontar-se amb una ferotge oposició per part dels elements pro-egipcis del cos d'oficials a l'Exèrcit Iraquià. Arif, qui volia una cooperació més propera amb Egipte, va ser retirat de les seves funcions i va ser empresonat. Quan els aquarterats a Mossul es rebel·laren contra les polítiques d'en Qasim, aquest li va permetre al líder kurd Mustafa Barzani el seu retorn de l'exili des de l'URSS per suprimir els rebels pro-Nasseristes.
La creació de la nova 5a Divisió d'infanteria mecanitzada, va ser anunciada el 6 de gener de 1959, el dia de l'exèrcit de l'Iraq. En aquesta cerimònia, Qasim seria promogut al rang de general.

### Crisi a la frontera amb Kuwait
El 1961, l'acumulació de tropes a l'estreta frontera amb Kuwait, juntament amb les reclamacions iraquianes sobre el petit enclavament, van donar lloc a una crisi, a on les forces militars britàniques: (Exèrcit britànic, Royal Navy, i la Royal Air Force), van ser desplegades a Kuwait. El 1961, Kuwait va obtenir la seva independència del mandat britànic, i en aquest moment l'Iraq va reclamar la seva sobirania sobre Kuwait. Com en els anys 1930, Qasim va basar la petició iraquiana sota l'afirmació que aquesta nació era anteriorment un districte de l'Iraq. Kuwait havia estat part de la província otomana de Bàssora, i segons l'argument dels iraquians, va ser injustament separada pels britànics de la part principal del territori l'Iraq quan l'estat iraquià va ser creat en els anys 20. Els britànics van reaccionar d'una manera airada, degut a la reclamació iraquiana sobre Kuwait, i van enviar en resposta tropes per aturar les ambicions de l'Iraq. Qasim va ser forçat a retrocedir, i a l'octubre de 1963, l'Iraq finalment reconeixeria amb desgana la sobirania de Kuwait.
Qasim va ser assassinat al febrer de 1963, quan el Partit Baaz de l'Iraq va prendre el poder, després del cop d'estat de 1963, sota el lideratge del General Ahmed Hassan al -Bakr (Primer Ministre de l'Iraq), i el Coronel Abdul Salam Arif (President de l'Iraq). El 13 d'abril de 1966, el president Abdul Salam Arif mor en un accident de vol, quan el seu helicòpter s'estavella, i aleshores és succeït pel seu germà, el General Abdul Rahman Arif. Seguidament, la Guerra dels Sis Dies s'inicià, i el Partit Baaz Arab Socialista intenta de nou accedir de forma violenta al poder, el 17 de juliol de 1968. Després d'aquest cop, Ahmad Hassan al-Bakr es converteix en el nou president i en el cap del Consell Nacional Revolucionari iraquià.

### Guerra dels Sis Dies

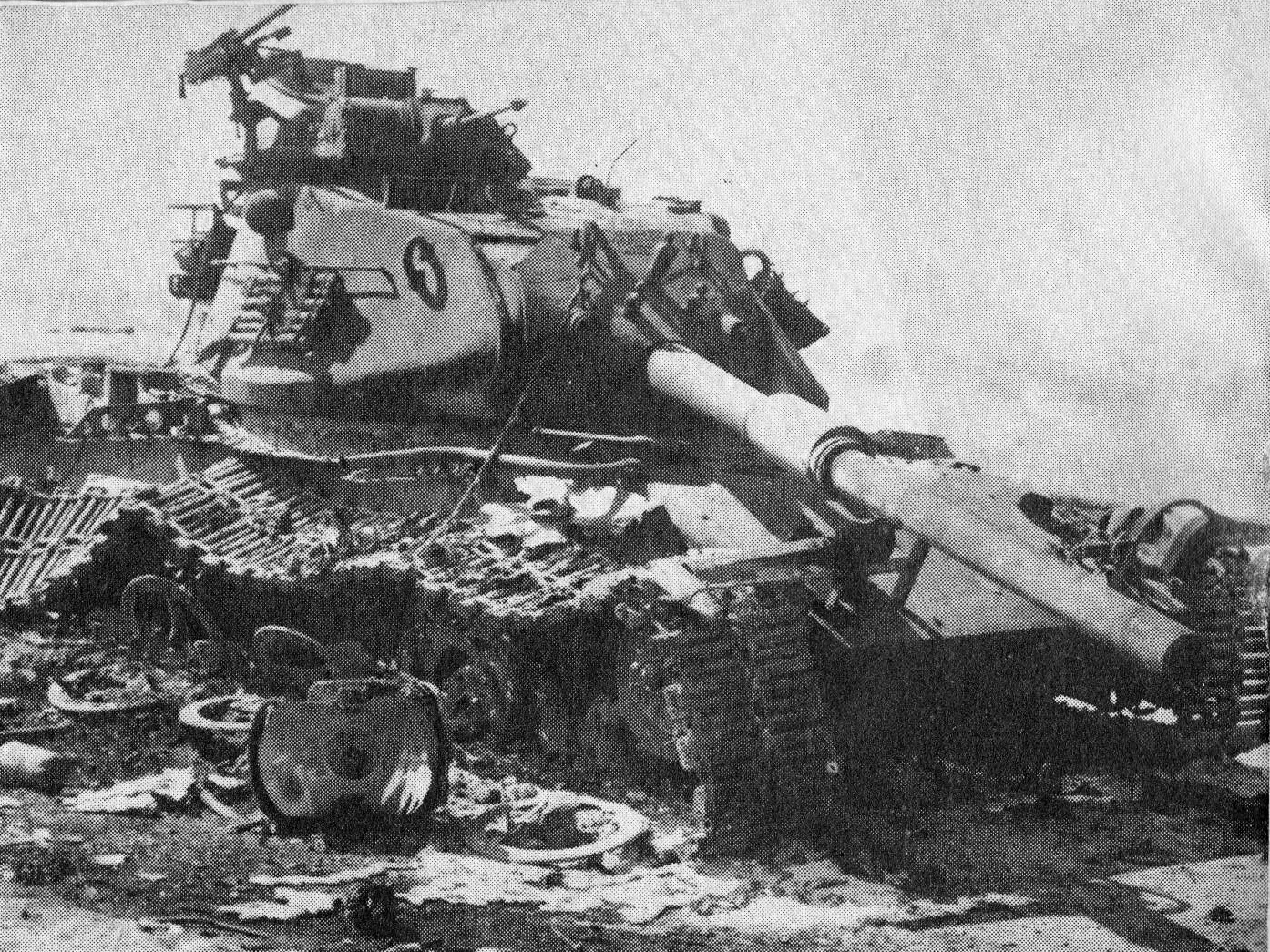
Tanc M-60 destruït.

Durant la Guerra dels Sis Dies, la 3a divisió blindada iraquiana va ser desplegada a Cisjordània. Però els atacs israelians contra Jordània es van desenvolupar tan ràpidament que l'Exèrcit iraquià no va poder organitzar-se, i donar una resposta ofensiva eficaç per tal de contenir l'avanç israelià cap a Jordània. Els assalts aeris per part de les Forces Aèries Israeliana van accelerar el final de la guerra i quan els iraquians van arribar al Riu Jordà la totalitat de la Cisjordània palestina estava en mans israelianes. Durant el curs de les accions de la campanya sobre Jordània, 10 iraquians van morir en els combats, i 30 soldats van resultar ferits en les accions, especialment després dels enfrontaments prop de Jerusalem.
Els combats van causar estralls en altres zones de Cisjordània, on els soldats iraquians i jordans van defensar heroicament les posicions amb les seves vides.
Barzani i els kurds, els qui havien iniciat una revolta en contra de les autoritats centrals de Bagdad el 1961, li van seguir causant seriosos problemes a l'Exèrcit, el 1969 El secretari general del Partit Baaz, Saddam Hussein, seria encarregat de trobar-li una solució definitiva a l'incident. Des del principi li va quedar clar que no seria possible derrotar militarment els kurds, i el 1970 es signa un acord polític entre els rebels i el govern central iraquià.

### Guerra de Yom Kippur
En el següent conflicte, la guerra del Yom Kippur, Iraq va enviar el seu exèrcit amb prop de 60.000 homes, els quals componien una força expedicionària amb l'objectiu de donar suport als esforços de l'exèrcit sirià a la Guerra del Yom Kippur. La seva composició era la 3a i la 6a divisió blindada, dues brigades d'infanteria, 12 batallons d'artilleria, i una unitat de brigada de les forces especials. Les dues brigades de mitjans blindats, segons els experts, eren les millors formacions militars de tot l'Exèrcit de l'Iraq. Després de la seva participació en aquesta guerra, l'Iraq va iniciar el major programa de reconstrucció de la seva força militar, i les seves forces actives en aquell moment es van duplicar, així com ho va fer el nombre de les seves divisions, que de ser 6 van passar a ser 12 divisions, de les quals 2 eren d'infanteria mecanitzada i 4 de mitjans blindats.

### Guerra Iran-Iraq
El President Saddam Hussein, va tractar d'incorporar la província iraniana de Khuzestan a l'Iraq, i va ordenar a l'Exèrcit iraquià atacar l'Iran, aleshores va començar la Guerra Iran-Iraq, es va doblegar la grandària de l'exèrcit iraquià des de 1981, que llavors comptava amb més de 200.000 soldats; agrupats en 12 divisions i 3 brigades independents, i ja el 1985 comptava amb 500.000 homes allistats a 23 divisions i 9 brigades. Les noves divisions i brigades van ser creades el 1981 quan l'11a i la 12a divisions de guàrdia fronterera van ser convertides a divisions d'Infanteria, i la 14a divisió d'infanteria va ser formada. Tanmateix, malgrat l'augment en el nombre de divisions, durant la guerra les divisions iraquianes van abandonar la seva organització estàndard, i la van canviar per una de brigades i batallons orgànics permanents, assignats cadascun a una Divisió. En lloc d'assignar directament a les casernes principals les missions, a cada divisió se li va assignar una missió d'un sector determinat i després les brigades eren assignades a complir les missions encarregades.
Aquesta guerra va tenir un alt impacte econòmic i social, ja que va fer destinar homes capacitats a treballar a dur a terme tasques de guerra, al front morien molts homes, es creu que hi va haver més de mig milió de víctimes entre militars iraquians, militars iranians, i civils que van morir a causa del conflicte. No hi va haver canvis significatius en les fronteres, ni reparacions, donat l'enorme desgast econòmic de les dues nacions. El conflicte és comparat a vegades amb les batalles de la Primera Guerra Mundial, ja que els combats s'assemblaven força a les batalles que van tenir lloc entre 1914 i 1918, amb el filferro espinós, les trinxeres, els nius de metralladores, i les armes químiques. Es van fer servir armes químiques contra les tropes iranianes, i contra el poble kurd.

### Invasió de Kuwait i Guerra del Golf

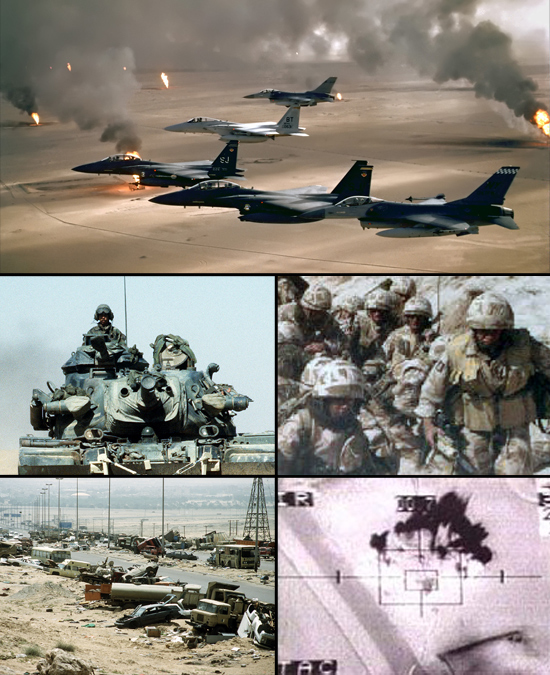

Els inicis de la Invasió de Kuwait, el qual seria el primer contacte armat el 1991 en el marc de la Guerra del Golf Pèrsic, la força militar iraquiana s'estimava en una quantitat d'un milió d'homes. Just després de l'inici de la Guerra del Golf, els homes allistats es van agrupar en 47 divisions d'infanteria més nou divisions de mitjans cuirassats i altres mitjans mecanitzats, agrupats en set cossos. Això li donava un total de prop de 56 divisions en l'exèrcit, i el total de les forces terrestres arribava a les 68 divisions, quan les dotze divisions de la Guàrdia Republicana eren incloses. A la premsa i els mitjans occidentals s'afirmava que la quantitat de membres de l'exèrcit no superava els 545.000 homes, (en alguns mitjans se citaven fins a 600.000 homes). Avui en dia els experts no es posen d'acord en quina és la quantitat exacta de tropes, i creuen que les descripcions tant quantitatives com qualitatives de l'Exèrcit de l'Iraq en aquell moment van ser exagerades, ja que s'hi van incloure tant elements recentment reclutats com a les unitats temporals i les auxiliars. Molts dels reclutats dins de l'Exèrcit Iraquià eren al seu torn reclutes molt joves, a part dels escassos recursos i del bàsic entrenament impartit als reclutes, mai es va establir realment una veritable força eficaç de combat, donada la precarietat dels recursos disponibles. Saddam Hussein mai va confiar en l'exèrcit arran de les experiències dels seus predecessors; tot i que la seva força principal, i amb la qual es va mantenir en el poder, a part de la Guàrdia Republicana Iraquiana; era l'Exèrcit Popular Iraquià.
L'ampli suport internacional durant la Guerra Iran-Iraq va significar que l'Iraq va disposar de grans quantitats d'equipament militar, però amb el problema de posseir un equipament de diversos orígens, ja que en algun moment l'Iraq va arribar a ser el major comprador d'armes del món. Això li va restar efectivitat per la poca estandardització resultant en la seva gran i heterogènia força militar, la qual addicionalment tenia un pobre entrenament (fruit de la desconfiança de  Hussein cap al seu exèrcit); i d'una molt alta desmoralització entre les seves files. La majoria dels cossos blindats iraquians encara seguien equipats amb els vells T-55 soviètics, Tipus 59 i Tipus 69 xinesos, fabricats entre els anys 50 i 60, i alguns T-72 soviètics a més dels pocs T-72M1 localment produïts entre els anys 70 i 90. Els tancs iraquians no estaven equipats per enfrontar-se amb blindats més moderns, i la seva efectivitat en entorns moderns de combat era molt limitada, ja que no comptaven amb sistemes de visió tèrmica i mires làser. Els iraquians van fallar en intentar buscar una contramesura efectiva contra el sistema de mires tèrmiques i els míssils anti-tanc, així com en contra dels projectils de tipus sabot, usats pels blindats M1 Abrams, Challenger 1 i altres vehicles de les forces de la coalició. Aquests dispositius li van permetre a la coalició internacional destruir de manera efectiva els blindats iraquians.
Les tripulacions dels tancs iraquians, en no disposar d'altres projectils, usaven la munició explosiva de 125mm contra el molt avançat blindatge compost "Chobham" dels tancs nord-americans i britànics, amb resultats desastrosos. Les forces iraquianes al seu torn van fallar en el seu propòsit d'aprofitar l'avantatge que poguessin haver obtingut lluitant en entorns urbans com quan van combatre a Kuwait, on podrien haver infligit una significant xifra de baixes a les forces atacants. Els combats en entorns urbans redueixen el rang efectiu en què poden moure's normalment els tancs i altres mitjans blindats, fins i tot poden negar de manera efectiva els avantatges d'un equipament tecnològic més avançat, ja que la seva eficiència està reduïda, ja que es limiten factors com el seu rang visual, abast de municions, entre d'altres. Els iraquians al seu torn van intentar l'ús de doctrina militar soviètica, però la seva implementació va resultar fallida a causa de la manca de capacitats i habilitats dels comandants iraquians, i a l'alta efectivitat aconseguida mitjançant els assalts aeris preventius llançats des de l'aire per la USAF i de la RAF contra els centres de comunicacions i els búnquers amb subministraments. Tot plegat va causar la desmoralització dels soldats iraquians.
Tot i la xifra final de baixes en les files iraquianes, algunes fonts asseguren que les seves pèrdues van ser molt grans. Les estimacions inicials van arribar a un total de 100.000 militars iraquians morts. Xifres més recents indiquen que l'Iraq probablement va tenir 200.000 baixes, ja que en aquell moment només tenien els mitjans bàsics de tractament mèdic, a causa del llarg embargament comercial al qual el govern de Saddam Hussein va ser sotmès. Un informe del comissionat americà de la força aèria va estimar que uns 10.000 combatents iraquians van morir durant les campanyes d'atacs aeris i que hi va haver almenys 10.000 baixes més en els combats a camp obert. Aquesta anàlisi està basat en els informes brindats pels presoners iraquians. És sabut que 200.000 soldats iraquians van ser donats de baixa en el curs dels accions, però encara aquesta xifra és objecte de discussió entre els historiadors. D'acord amb l'esmentat en l'estudi previ al projecte sobre alternatives en defensa, 3.600 víctimes entre civils i combatents iraquians, i entre 20.000 a 26.000 entre els membres de les milícies iraquianes van ser morts en el curs del conflicte, i 75.000 soldats iraquians van resultar ferits en el curs de les seves accions.

### Durant els 90
L'Institut Internacional d'Estudis Estratègics va estimar que la composició de l'exèrcit de l'Iraq després de la invasió de 1991 era de 6 divisions blindades, 23 divisions d'infanteria, 8 divisions de la Guàrdia Republicana de l'Iraq, i 4 divisions de la Guàrdia Republicana desplegades per fer-se càrrec de la seguretat interna.
Jane's Defence Weekly va citar, pel 18 de juliol de 1992, que com a mínim 10.000 combatents provinents de 5 divisions estaven lluitant contra els rebels xiïtes en els pantans del sud de l'Iraq. El IIEE va citar que l'1 de juliol de 1997 les forces iraquianes s'agrupaven en set cossos amb les seves respectives casernes, 6 divisions de tipus mecanitzat i/o blindat, 12 divisions d'infanteria, 6 divisions RGF, 4 brigades de la Guardia Republicana Especial,
10 brigades de comandos i dues brigades de Forces especials.

### Reforma del Nou Exèrcit Iraquià

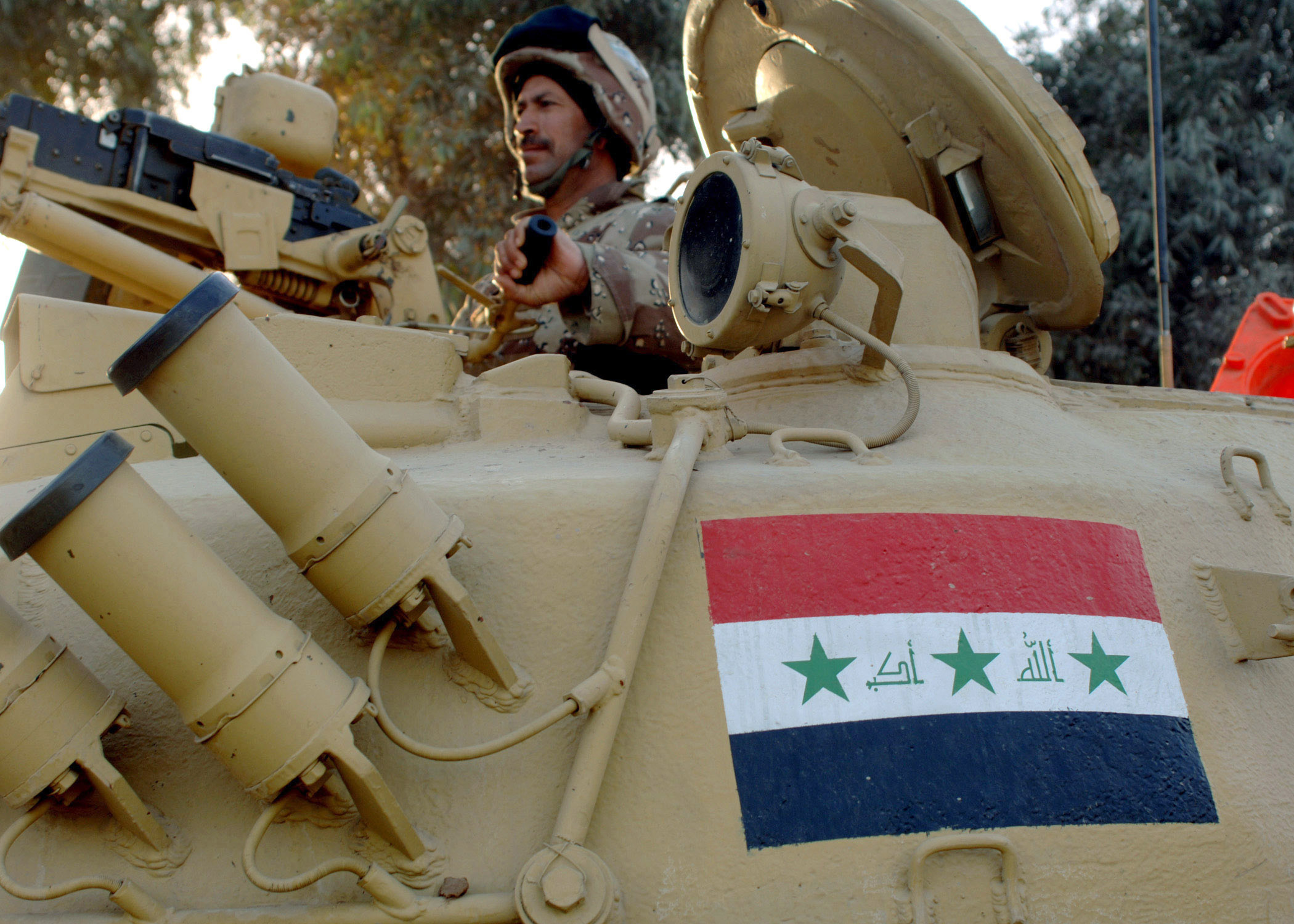
Un soldat iraquià fora de la torreta d'un T-72, el març de 2006.

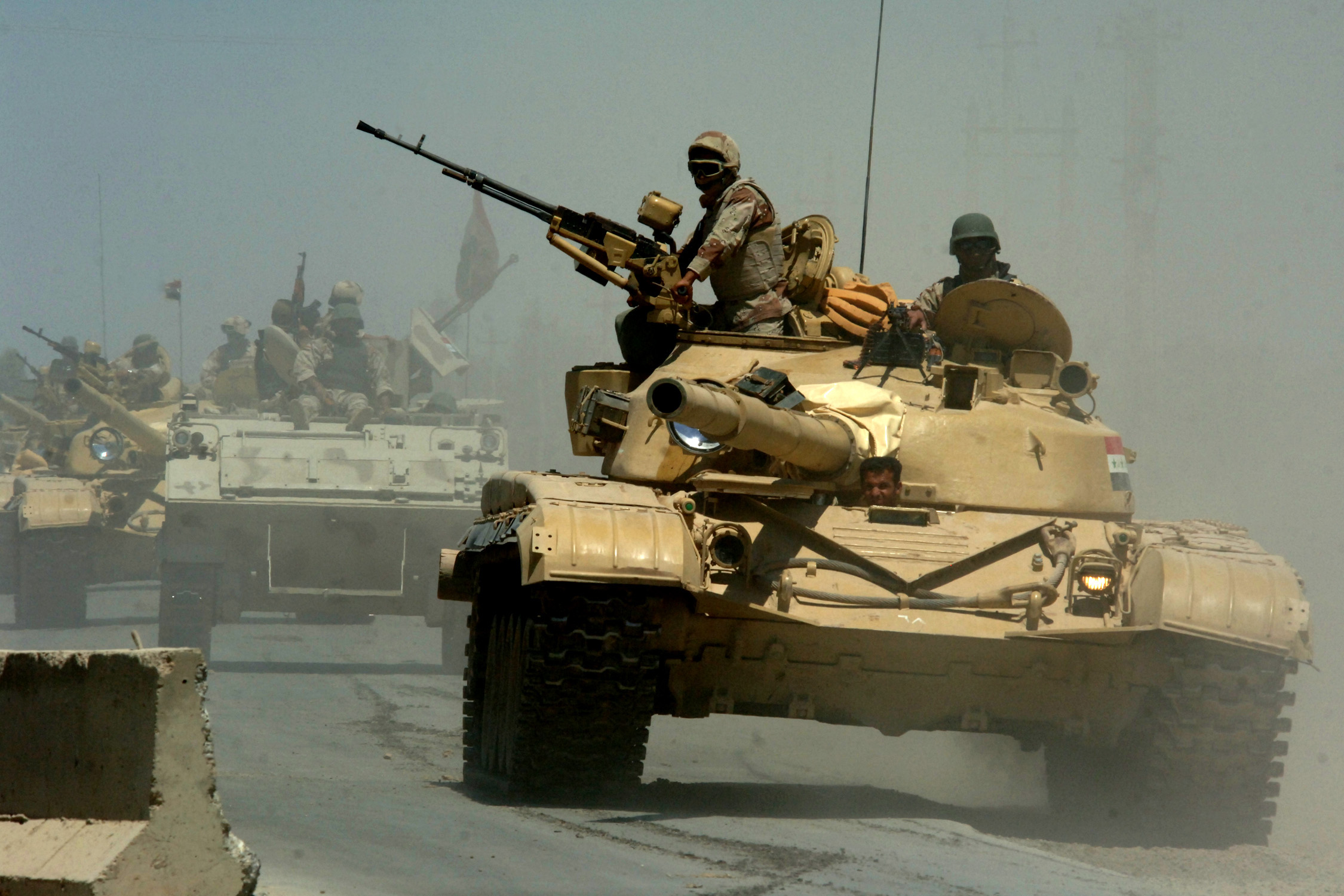
Tancs T-72 iraquians i un transport blindat de personal M113 de la 9ª Divisió Mecanitzada de l'Exèrcit iraquià pasen per l'autopista prop de Mushada, a l'Iraq.

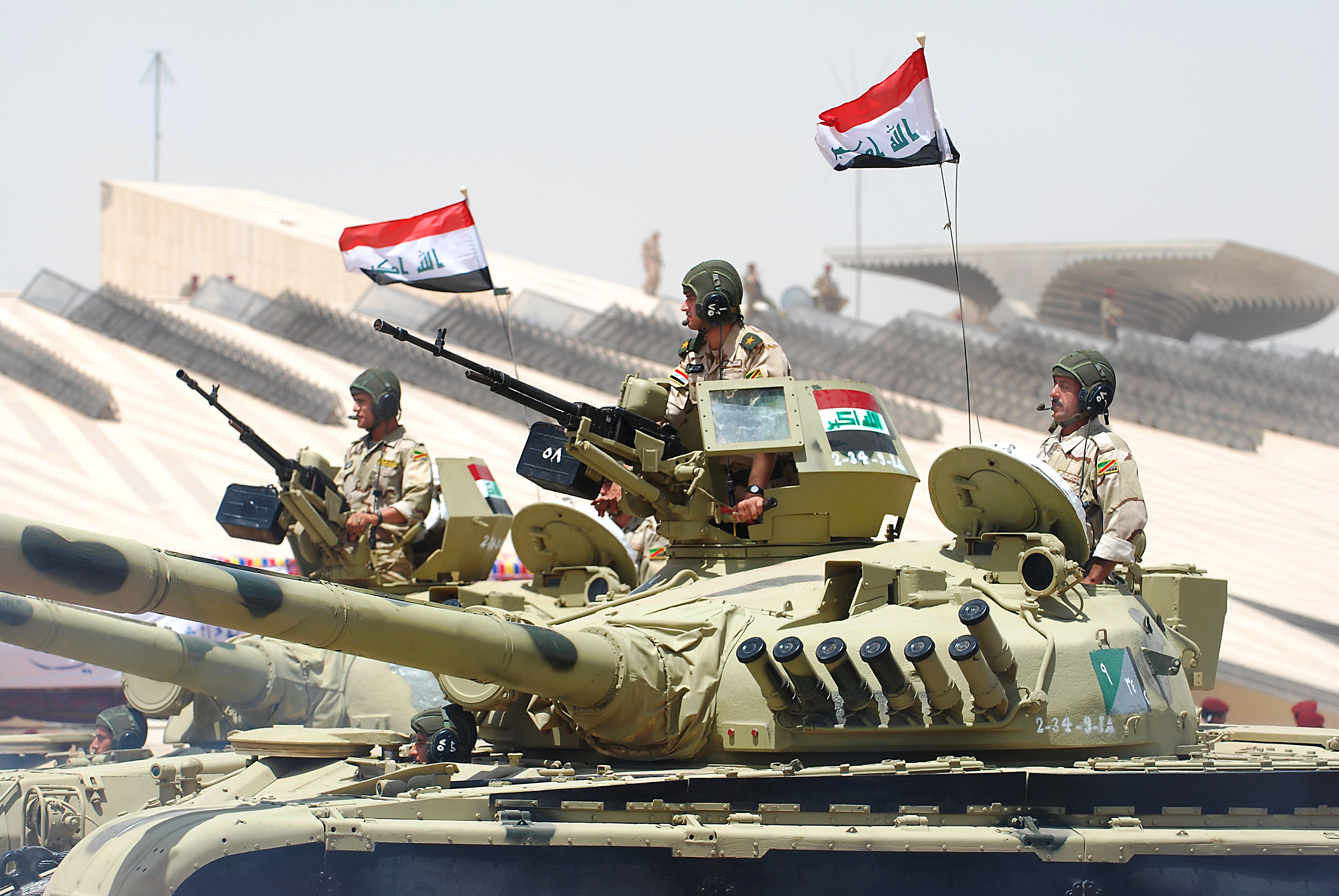
Tancs T-72 iraquians pasen revista a Bagdad, 30 juny 2009.

Abans de la Invasió de l'Iraq de 2003 i la Guerra de l'Iraq, l'exèrcit iraquià comptava amb un total de 375.000 homes, organitzats en 5 Cossos d'Exèrcit. En tots ells hi havia com a mínim 11 divisions d'Infanteria, 3 divisions d'infanteria mecanitzada y 3 divisions blindades. La Guàrdia Republicana comptava tanmateix amb 50.000 homes.
L'administració Bush esperava que les forces de la coalició serien benvingudes després del derrocament del règim de Saddam Hussein els planificadors de la Guerra de l'Iraq tan sols esperaven trobar una petita resistència per part del poble iraquià. Per tant, el nou exèrcit iraquià estaria inicialment concentrat en operacions defensives. El nou Exèrcit havia de tenir 27 batallons i tres divisions amb un total de 40.000 soldats en temps de pau. La Corporació Vinnell era l'encarregada d'entrenar els primers 9 batallons.
L'equip d'assistència per a l'entrenament de la coalició, encapçalat pel General Major Paul Eaton, era l'organització nomenada pels militars dels Estats Units amb la responsabilitat d'entrenar i desenvolupar el nou exèrcit. El 2 d'agost del 2003, els reclutes del primer batalló del nou exèrcit iraquià van començar un curs d'entrenament de 9 setmanes a la base de Qaraqosh. Es van graduar el 4 d'octubre del 2003.
L'entrenament de les forces iraquianes va ser inicialment fet pels contractistes de la Corporació Vinnell.
El 5 d'abril de 2004 alguns batallons iraquians van negar-se a lluitar com a part de la força que va prendre part a la Batalla de Fallujah
El juny de 2004, l'equip d'assistència va ser dissolt i es van traspassar les seves responsabilitats al Comandament de Seguretat Multi-Nacional de Transició a l'Iraq, inicialment liderat pel General David Petraeus amb l'objectiu de proveir seguretat per poble iraquià de l'amenaça emergent que suposava la insurgència iraquiana.
Mentre que l'Exèrcit regular s'estava formant, els comandants nord-americans arreu del país necessitaven més tropes ràpidament i, per tant, es va crear el Cos de Defensa Iraquià, que més endavant esdevindria la Guàrdia Nacional Iraquiana. Els comandants de la Coalició van formar aquestes unitats de milicians, més tard es van unir com una sola força. En algunes ocasions varen refusar de prendre part en accions militars contra altres iraquians, com per exemple a Fallujah, alguns van desertar, o fins i tot van ajudar a la resistència.
El Nou Exèrcit de l'Iraq format després de la invasió de l'any 2003 es va planejar que inicialment tingués tan sols tres divisions, però amb els successos posteriors al territori iraquià, es va decidir que arribés fins a les deu divisions, i després es va fer que s'incrementés fins a les 20 divisions, i en l'actualitat supera ja les 35 divisions.
El 25 de març de 2008, l'exèrcit iraquià va llançar la seva primera ofensiva en solitari i totalment planejada sota el seu comandament, l'operació càrrega de la cavalleria a la ciutat de Bàssora. Aquest contingent va rebre suport operatiu de la Força Multi-Nacional destacada a l'Iraq només per via aèria, a part de subministraments, logística i el suport operacional d'alguns assessors. Una brigada d'infanteria britànica, part de la divisió sud-est de la força multinacional acantonada a Bàssora, va tenir un paper menys actiu. La seva participació es va limitar a estar al costat dels equips d'entrenament.
El Nou Exèrcit de l'Iraq es compon de nou comandaments conjunts regionals. El Comando operatiu Conjunt es troba sota la direcció del Centre Nacional d'Operacions Conjuntes. El Comandament de les Forces terrestres de l'Iraq és el Comandament directe de les divisions i les Unitats de l'Exèrcit. El juliol de l'any 2009 el nou exèrcit de l'Iraq disposava de 14 divisions, contenint 56 brigades i prop de 185 batallons de combat i operacions. La 6a divisió i la 17a divisió encara no tenen les seves quatre brigades per a maniobres tàctiques.
El mes d'abril del 2010, els batallons preparats per al combat s'han incrementat fins a arribar als 197 batallons. Cada divisió està integrada per quatre brigades de línia, un regiment d'enginyers, i un de suport logístic. El 2009 un regiment d'artilleria estava planejat dins de l'esquema orgànic de cada divisió, amb un batalló d'artilleria per cada brigada. El mes d'abril del 2010, la 9a divisió era l'única divisió equipada amb mitjans d'artilleria de camp, sent una altra divisió (possiblement la 7a) la següent a ser dotada amb les seves primeres peces d'artilleria.

### Ofensiva de l'Estat Islàmic

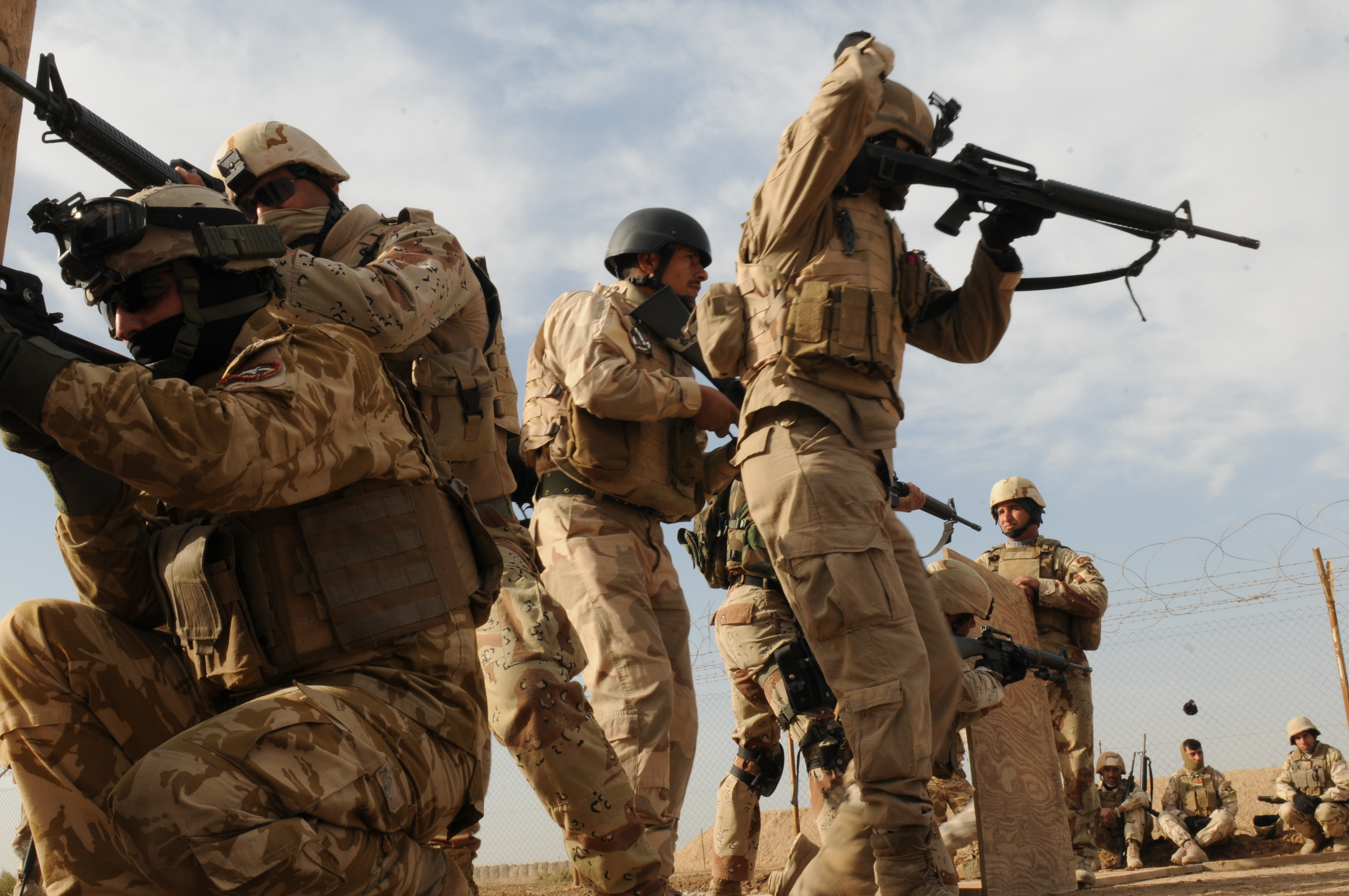
Comandos de l'exèrcit iraquià durant l'entrenament el 2010.

Els rebels sirians van crear el grup Estat Islàmic de l'Iraq i el Llevant, van apoderar-se de zones a l'Iraq i Síria, i van imposar sobre aquestes zones un califat. L'èxit d'aquest grup, és degut a la manca de control sobre el territori per part del Govern iraquià, els arsenals d'armes abandonades per l'antic règim baazista, i l'arribada de tropes jihadistes que volen crear un estat fonamentalista. L'EI, és un grup radical que abans havia estat aliat amb Al-Qaida, moviment conegut pels Atemptats de l'11 de setembre de 2001 a Nova York.
La majoria xiita va decidir, juntament amb els kurds del nord, començar una ofensiva amb la fi de contrarestar la severa amenaça que suposa l'EI, posant-se com a objectiu conquerir les ciutats de Mossul i Tikrit, i evitar qualsevol intent d'ofensiva de l'EI, per consolidar una unitat nacional duradora, després del vuit de poder creat per la coalició internacional que va envair l'Iraq, i va enderrocar el règim de Saddam Hussein.
Els kurds, van decidir establir una aliança nacional per mantenir la unitat de l'Iraq com un Estat, i van crear un Govern de coalició nacional, el nou Govern com a primera mesura decideix reclutar més tropes per llançar una ofensiva, sumant-se a les campanyes que els clergues xiites havien començat, amb la fi de formar milícies per fer fora l'EI de les zones que havia ocupat.

## Exèrcit de Terra iraquià

### Generals
| 1 | Capità General | Capità General | 2 | Tinent General | Tinent General | 3 | General de Divisió | General de Divisió | 4 | General de Brigada | General de Brigada |

### Caps
| 5 | Coronel | Coronel | 6 | Tinent Coronel | Tinent Coronel | 7 | Comandant | Comandant |

### Oficials
| 8 | Capità | Capità | 9 | Tinent | Tinent | 10 | Alferes | Alferes |

### Sots-oficials i tropa
| 11 | Sergent | Sergent | 12 | Caporal 1ª | Caporal 1ª | 13 | Caporal 2ª | Caporal 2ª | 14 | Soldat 1ª | Caporal | 15 | Soldat 2ª | Soldat 1ª |

### Entrenament

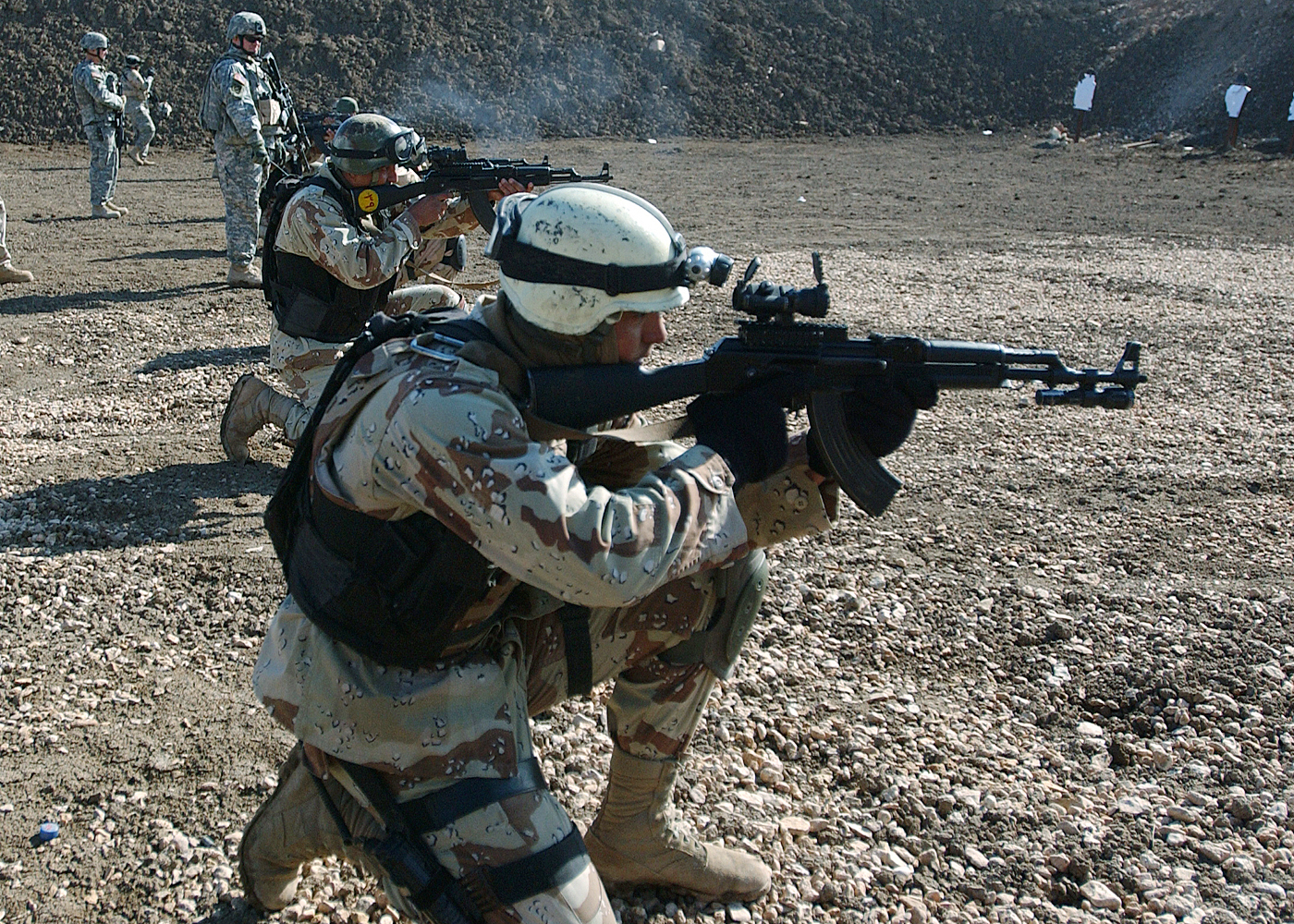
Soldats iraquians efectuen exercicis amb foc real.

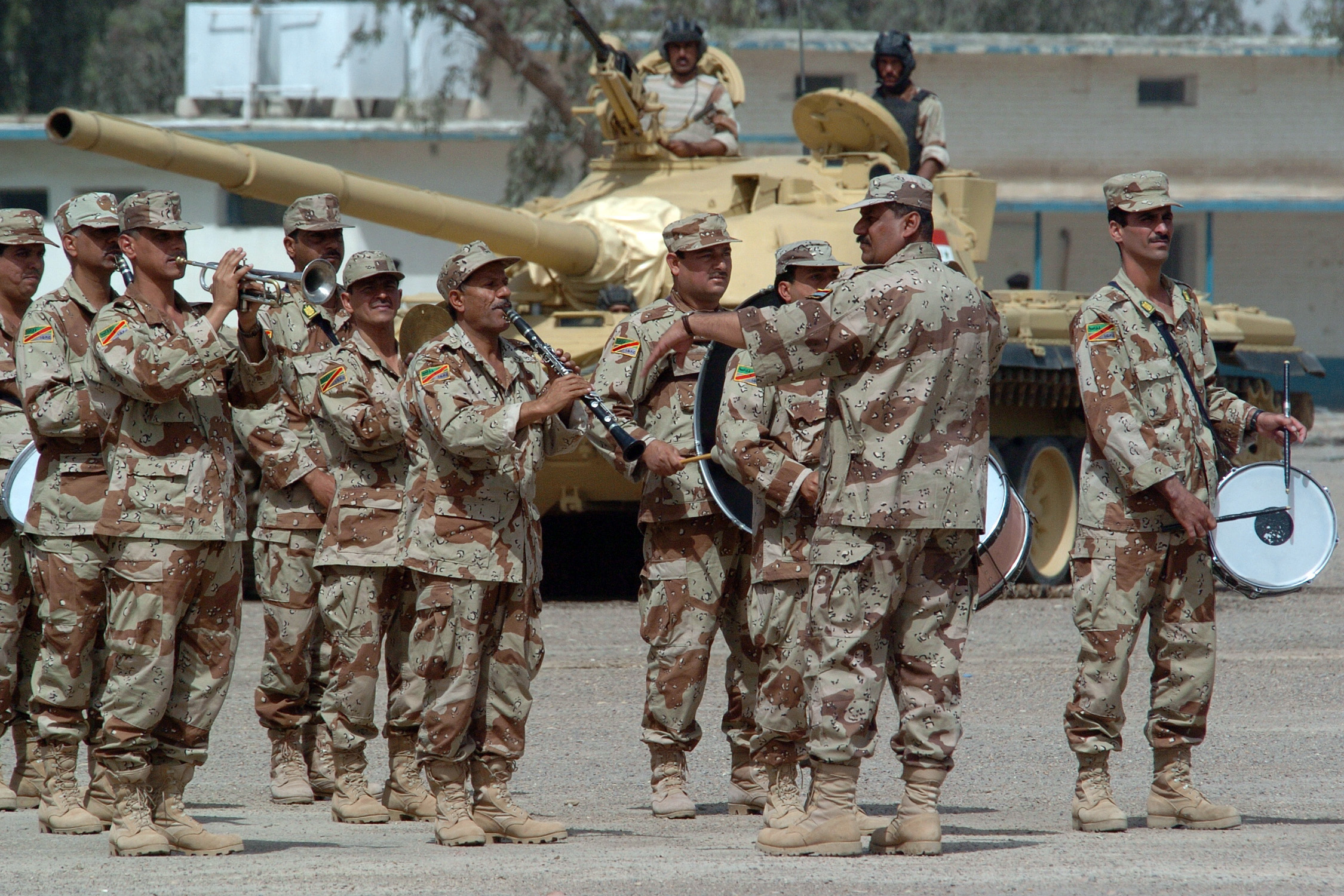
La banda marcial de l'Exèrcit Iraquià tocant, maig de 2006.

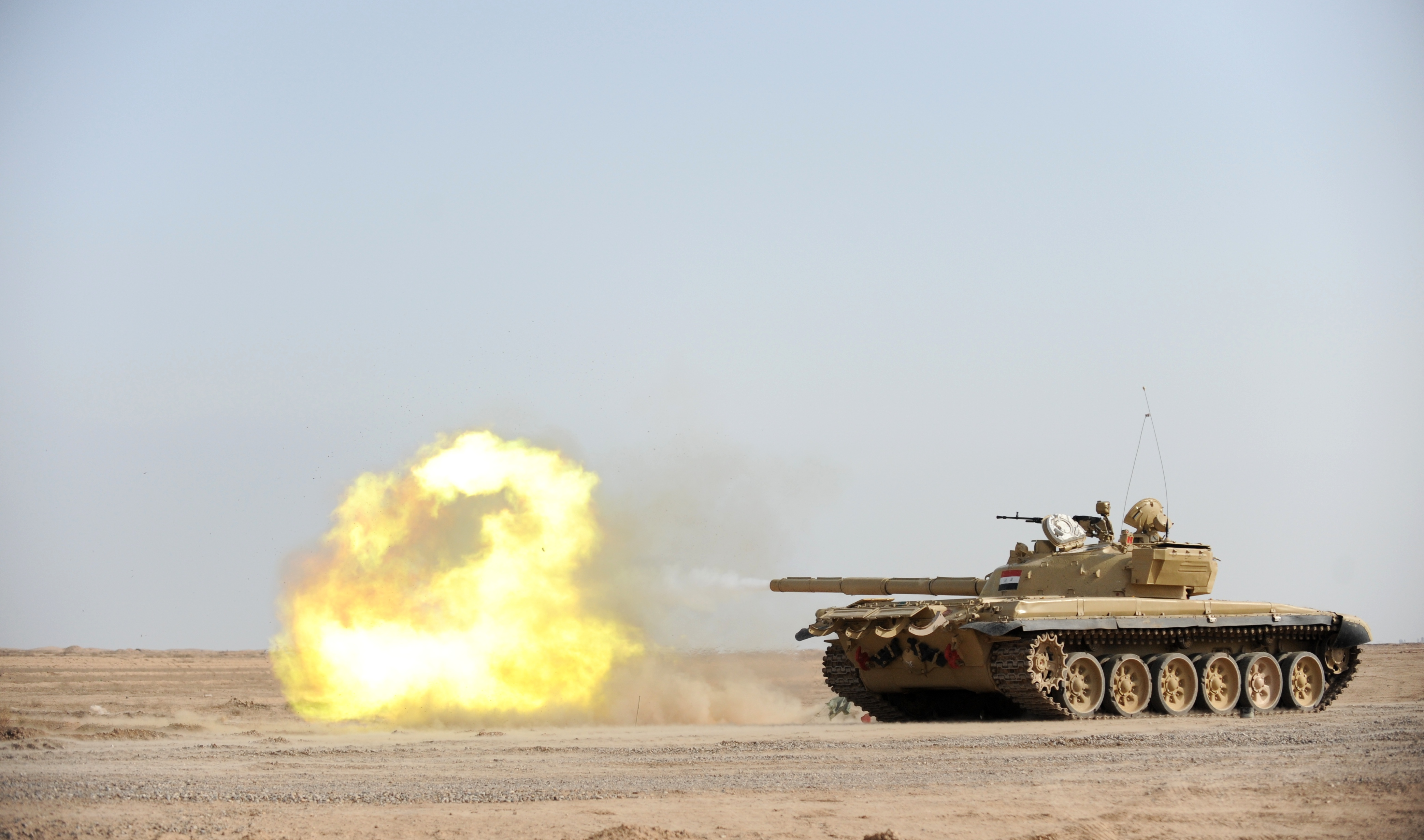
Un tanc T-72 demostra el seu poder de foc durant un exercici d'entrenament al Camp d'Artilleria de Besmaya, Bagdad, el 28 d'octubre de 2008.

En el nou ordre militar iraquià ara hi ha tres nivells d'instrucció: primer, segon, i Tercer nivell. Els components de tercer nivell es refereixen als reclutes que han completat el seu entrenament bàsic, el nivell dos es refereix als conscrits que estan capacitats per a tasques al costat de soldats més antics i / o tropes nord-americanes, i el Tercer nivell són les tropes capacitades per ser autosuficients en les seves operacions.
Els membres de la Missió d'entrenament de l'OTAN a l'Iraq, van obrir una acadèmia d'Instrucció per als comandos a la base d'Al-Rustamiyah, a Bagdad el 27 de setembre de 2005, amb la participació de 300 entrenadors i capacitadors. Les bases per a l'entrenament eren administrades per tropes de Noruega, Itàlia, Alemanya, Jordània, Egipte, i alguns dels 16 països de l'OTAN que van cedir les seves forces per als programes d'entrenament.
La Força Multinacional a l'Iraq condueix una varietat de programes d'entrenament tant per reclutes com per als cossos de suboficials i d'oficials, els quals inclouen programes d'instrucció en les àrees de medicina, enginyers, logística, intendència i policia militar. Més enllà dels diferents cursos d'instrucció i dels programes d'ajuda a l'Iraq, el comandament nord-americà, les escoles de suboficials, i les acadèmies militars han començat a incorporar a membres iraquians en els seus cursos, sent els cadets iraquians posteriorment allistats en els programes acadèmics de l'Acadèmia Militar de l'Exèrcit dels Estats Units i l'Acadèmia de les Forces Aèries dels Estats Units.
Els reclutes de l'exèrcit iraquià duen a terme un entrenament bàsic, amb una durada de vuit setmanes.
En aquest curs d'entrenament s'inclouen habilitats bàsiques de combat com són supervivència, ús i tir amb armes, tirador designat i tàctiques individuals. Els que van servir anteriorment a l'exèrcit de Saddam Hussein són elegibles per a un entrenament, però aquest és molt més reduït, i té una durada de tres setmanes; en el marc del programa de "Reemplaçament i Reclutament Directe", un curs que es va dissenyar per reemplaçar l'entrenament bàsic regular per un entrenament especialitzat, un cop són destinats de forma efectiva a unitats de combat.
Espanya va enviar 300 militars per entrenar les forces iraquianes.
Els soldats posteriorment van a enrolar-se en escoles de capacitació més específiques i / o avançades per ser enquadrats després en camps i / o tasques especials. En aquesta classe de capacitació s'involucren les escoles d'Intel·ligència Militar, l'Escola de Senyals (comunicacions), l'Escola de Recuperació d'Explosius i disposició d'artefactes explosius, l'Escola de Combats i la seva branca d'Armes, l'Escola d'Enginyers Militars i l'escola de Policia Militar.
Tots els batallons i unitats del Nou Exèrcit de l'Iraq estan coordinats amb les unitats de transició militar creades pels Estats Units, d'acord amb el pla estratègic per la victòria a l'Iraq. Els comandaments nord-americans coordinaven les seves accions amb les tropes locals en les àrees d'intel·ligència, comunicacions, suport d'artilleria i foc de suport, logística i tàctiques d'infanteria. Operacions a gran escala es duien a terme en conjunt amb les unitats nord-americanes. Aquest entrenament i suport operacional s'esperava que permetés als batallons iraquians poder ser auto-sostenibles tàctica, operacional i logísticament, al seu torn aquestes unitats es farien capaces i estarien preparades per prendre la responsabilitat en el futur de les seves pròpies directrius i ordres de batalla.
El març de 2007 el Departament de Defensa dels Estats Units va informar que un total de 6.000 assessors estaven destacats a més de 480 equips, a on les unitats nord-americanes ja estaven integrades juntament amb unitats iraquianes. Però l'abril del mateix any, el servei d'investigació del congrés dels Estats Units, va informar d'un total de tan sols 4.000 efectius de les forces nord-americanes dins de les unitats de la milícia iraquiana. L'analista nord-americà Andrew Krepinevich va argumentar que els dotze assessors nord-americans disposats per cada Batalló iraquià actualment assignats, eren amb prou feines suficients per implementar en un batalló iraquià mitjà (prop de 500 homes) eficientment els programes d'assessoria i de suport en operativitat i combat. Krepinevich argumenta també que els oficials nord-americans allà assignats, per tal d'obtenir un ascens; evitaven tota responsabilitat en la presa de decisions de forma efectiva durant la seva estada en el destacament com assessors, al nomenar a oficials iraquians que havien servit en tasques de combat conjuntes.

### Equipament de l'Exèrcit

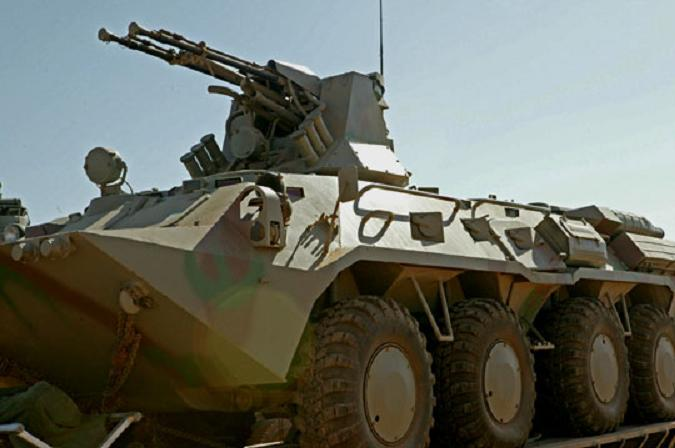
Un Transport Blindat de Personal BTR-94 d'origen ucraïnès, esperant el seu enviament a l'Iraq, agost de 2004. Centenars de vehicles blindats han estat donats al nou govern iraquià per part de països com Jordània, Hongria, Grècia, Estats Units i Turquia. Gran part d'aquest material servirà per reconstruir el parc blindat iraquià.

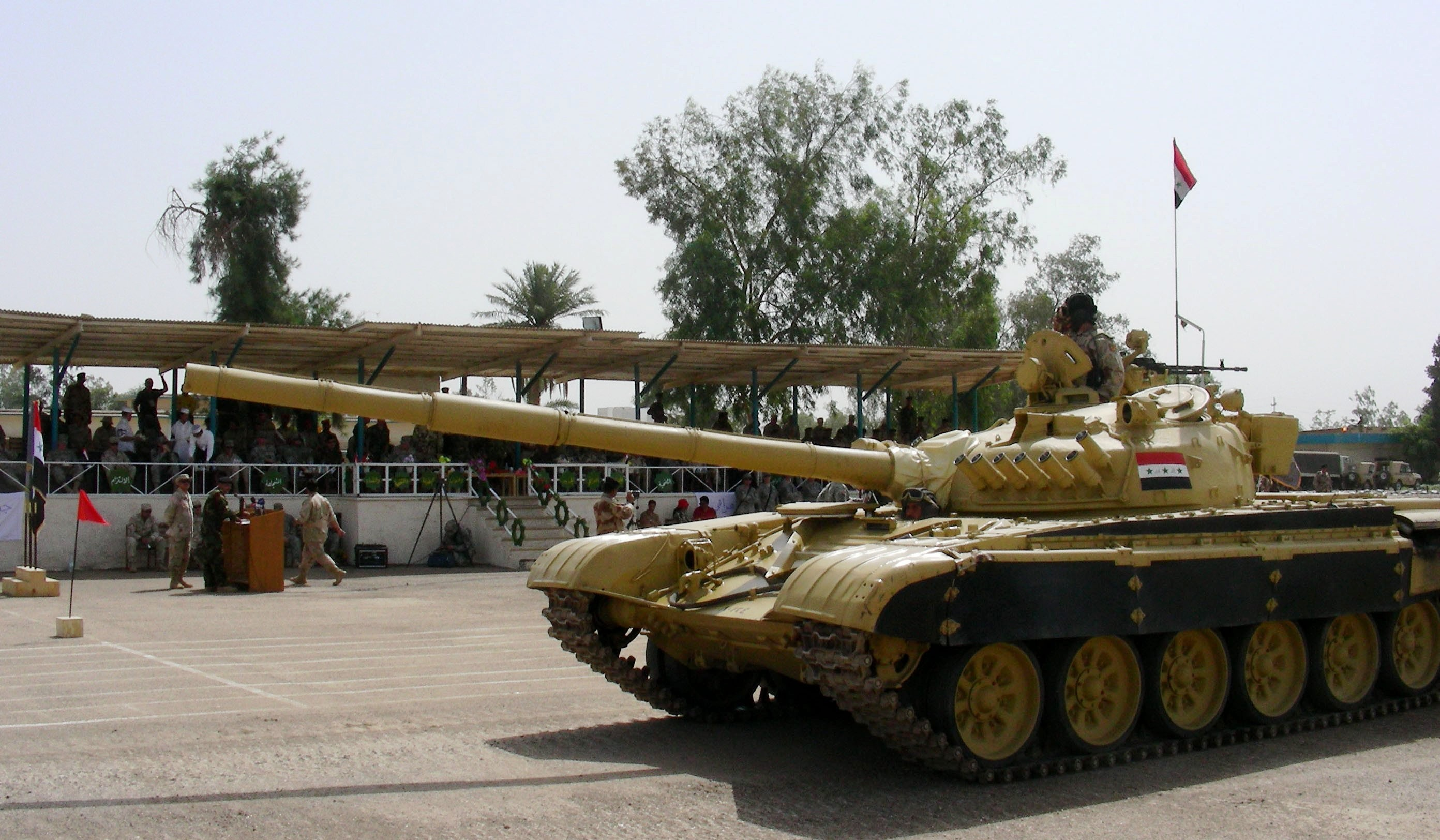
Un T-72 iraquià en una revista cerimonial realitzada per la 2ª Brigada iraquiana, maig de 2006.

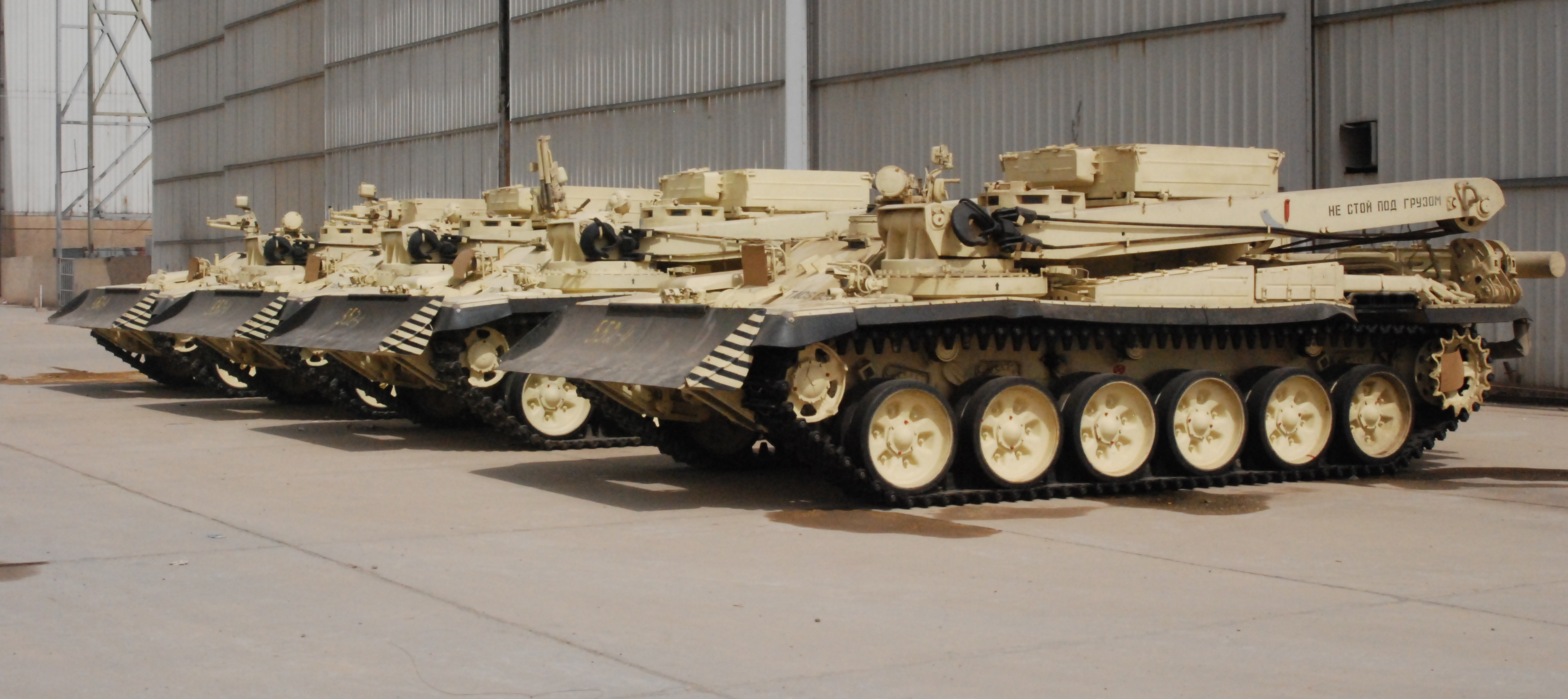
Vehicles de recuperació blindats iraquians.

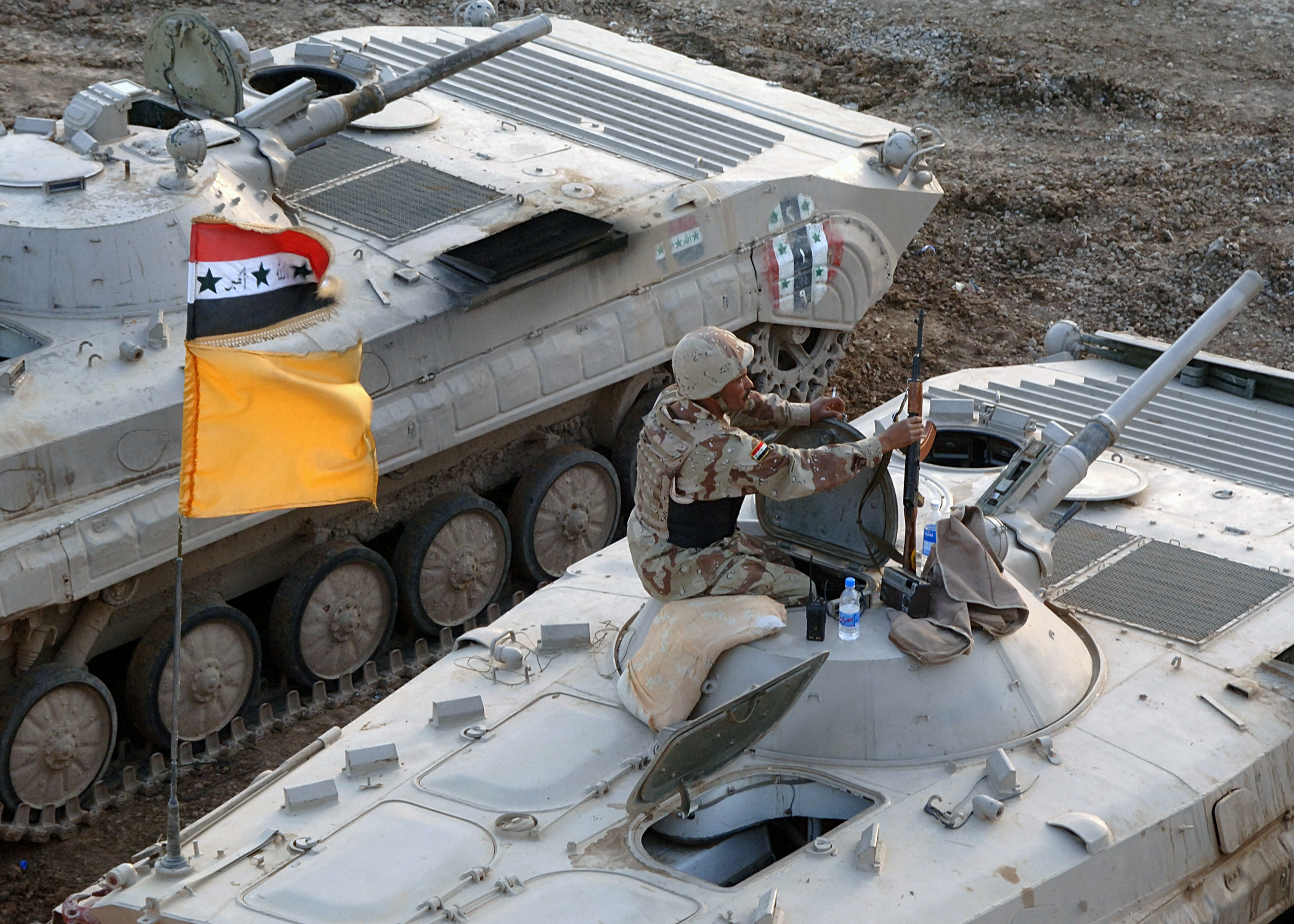
Dos BMP-1 iraquians en un lloc de control de la coalició a Tarmiya, a l'Iraq, el 25 de juny del 2006.

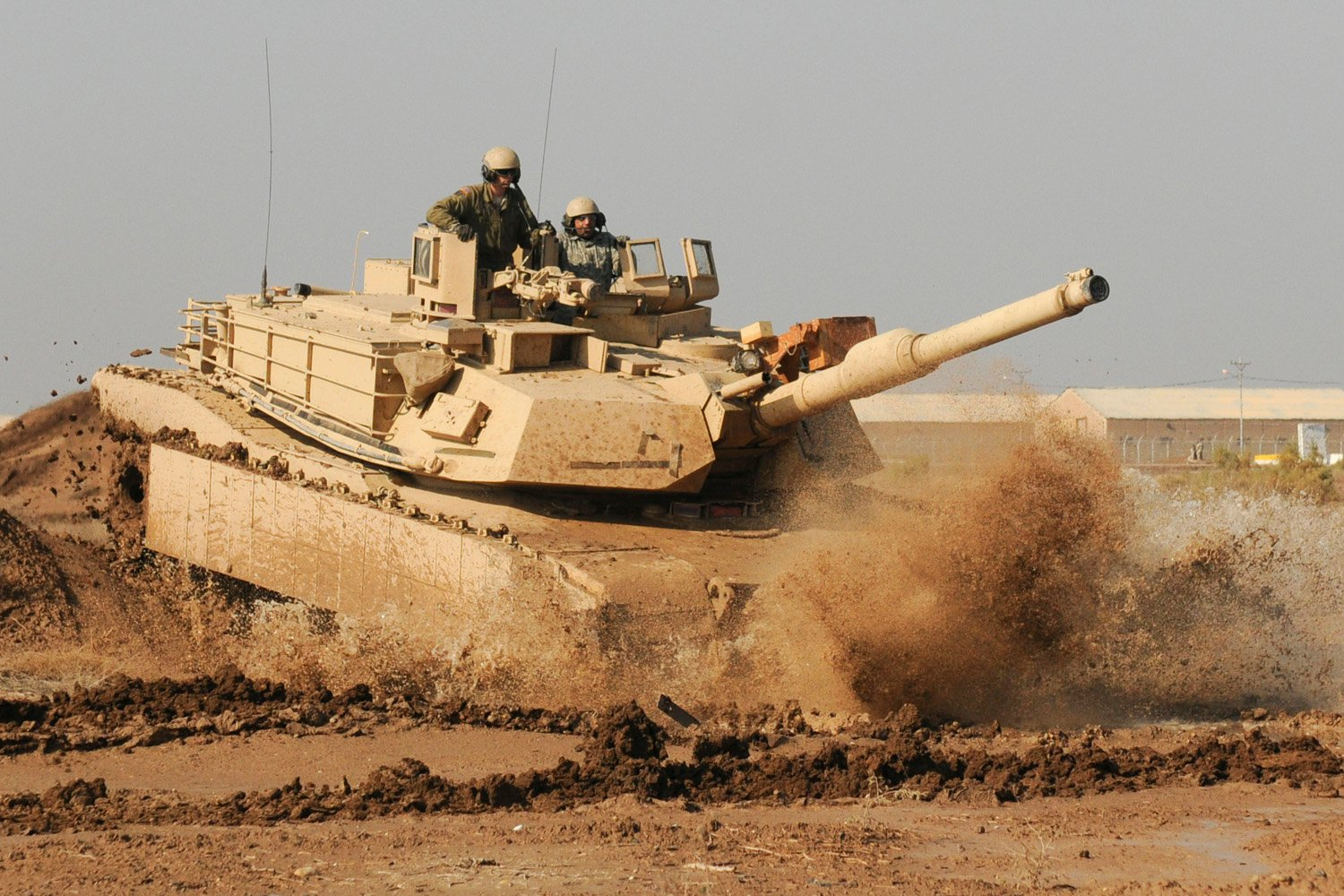
Unitats de tanquistes iraquians entrenant en un M1A1

Virtualment, tot el parc blindat en ús per part de l'Exèrcit Iraquià va ser destruït per les forces de la coalició multinacional durant l'última invasió. Quatre carros de combat Tipus 59 van ser recuperats en al-Muqdadiyah, els quals ara estan en servei amb la 1a Divisió mecanitzada.
El 25 de maig de 2004, el Comando de l'Exèrcit dels Estats Units per al material rodant i Armaments (TACOM, per les sigles en anglès), es pronuncia dient a la premsa que signarà un contracte per actualitzar el parc de blindats i altres transports de tropa amb el consorci Anham Joint Venture a canvi de procurar el material i equips necessaris per a un mínim de 15, i fins a un màxim de 35 batallons. El mínim contractat serà despatxat immediatament i les ordres posteriors serien disposades fins a completar el màxim de 35 batallons equipats per a setembre de 2006, fins que la primera comanda sigui totalment entregada.
El maig del 2005, Hongria va accedir a donar 77 tancs T-72 a l'Exèrcit Iraquià, i en l'acord se'n va preveure inclusivament l'actualització, encomanada a la signatura Defense Solutions; per tal de posar els tancs en estat operacional, en un negoci estimat en 4,5 milions de dòlars. Després de rebre el gir del pagament corresponent per part del govern iraquià, la 9a Divisió de Mitjans Mecanitzats va rebre els tancs a la base militar de Taji el 8 de novembre de 2005.
El 19 de juliol de 2005, els Emirats Àrabs Units van obtenir l'aprovació per a la compra de 180 transports blindats de personal M113 en bon estat, provinents de Suïssa, amb la intenció de transferir-los a l'Iraq com un obsequi. A causa de les pressions de l'entorn polític domèstic, i a la forta oposició a Suïssa van congelar la venda, per evitar que es pogués trencar la llarga tradició de neutralitat suïssa, i degut al temor per les possibles represàlies contra Suïssa, per part del terrorisme internacional, el negoci finalment no es va dur a terme.
L'agost del 2008 els Estats Units va proposar un paquet d'ajuda militar a l'Iraq, el qual inclou la darrera versió del M1 Abrams, helicòpters d'atac, blindats Stryker, sistemes de ràdio i comunicacions moderns, amb un valor estimat de 2.160 milions de dòlars. El desembre del mateix any, el govern nord-americà va aprovar un paquet d'ajuda addicional de 6.000 milions de dolars per l'Iraq que inclou 140 M1 Abrams addicionals, i més de 400 blindats de combat Stryker per a les unitats d'elit de l'Exèrcit de l'Iraq. El febrer de l'any 2009, l'alt comandament militar dels Estats Units va anunciar que farien més vendes d'armament a l'Iraq, per un valor d'almenys 5.000 milions de dòlars.
El soldat iraquià està equipat amb diversos tipus d'uniformes que van des del camuflatge desèrtic, l'uniforme DEVGRU, l'uniforme dels Estats Units, o fins i tot l'uniforme de l'exèrcit jordà. Actualment la majoria dels reclutes porten un casc amb protecció balística, protectors balístics, i sistemes de ràdio moderns. El seu armament consisteix en les existencies d'armes recuperades de la Guàrdia Republicana, és a dir; fusells AKM russos, i rifles de franctirador PSG1 alemanys, fusells Tipus 56 xinesos, així com armament donat pels Estats Units, fusells d'assalt M16, així com la carabina M4. Les metralladores de les forces de seguretat són encara del model soviètic PKM, com a mitjà anti-blindats se segueix usant el sistema RPG.
Segons un informe de l'any 2006, a l'Iraq hi havia més de 370.000 armes després de l'enderrocament del govern de Saddam Hussein. La manca d'un sistema efectiu de registre d'armes en mans de civils fa difícil establir-ne la procedència, i fa relativament senzilla l'adquisició d'armes curtes per part de les forces anti-governamentals, així com per part dels insurgents i les milícies sectàries.

### Tancs i blindats
| Blindat       | Tipus                            | Quantitat | Foto |
| ------------- | -------------------------------- | --------- | ---- |
| M1 Abrams     | Tanc                             | 140       |      |
| T-72          | Tanc                             | 125       |      |
| T-55          | Tanc                             | 92        |      |
| EE-9 Cascavel | Vehicle blindat de reconeixement | 35        |      |
| Panhard AML   | Vehicle blindat de reconeixement | 10        |      |
| BMP-1         | Vehicle de combat d'infanteria   | 363       |      |

### Defensa antiaèria
| Vehicle          | Tipus                     | Quantitat | Foto |
| ---------------- | ------------------------- | --------- | ---- |
| ZSU-23-4         | Vehicle defensa antiaèria | 10        |      |
| Pantsir-S1       | Vehicle defensa antiaèria | 48        |      |
| AN/TWQ-1 Avenger | Vehicle defensa antiaèria | 40        |      |
| ZU-23-2          | Canó antiaeri de 23mm     |           |      |

### Llançacoets
| Vehicle    | Tipus               | Quantitat | Foto |
| ---------- | ------------------- | --------- | ---- |
| BM-21 Grad | Artilleria de coets | 36        |      |

### Artilleria
| Vehicle                 | Tipus                     | Quantitat | Foto |
| ----------------------- | ------------------------- | --------- | ---- |
| Obús autopropulsat M109 | Artilleria autopropulsada | 49        |      |
| M198                    | Canó de 155mm             | 76        |      |
| D-30                    | Canó de 122mm             | 12        |      |

### Transports blindats de personal
| Vehicle                        | Tipus                           | Quantitat | Foto |
| ------------------------------ | ------------------------------- | --------- | ---- |
| BTR-80                         | Transports blindats de personal | 98        |      |
| BTR-94                         | Transports blindats de personal | 50        |      |
| BTR-4                          | Transports blindats de personal | 420       |      |
| M113A2                         | Transports blindats de personal | 723       |      |
| M1117 Armored Security Vehicle | Transports blindats de personal | 264       |      |

### Vehicles 4x4
| Vehicle             | Tipus               | Quantitat | Foto |
| ------------------- | ------------------- | --------- | ---- |
| Humvee              | Vehicle tot terreny |           |      |
| Land Rover Defender | Vehicle tot terreny | 72        |      |
| Tarpan Honker       | Vehicle tot terreny |           |      |
| Reva                | Vehicle tot terreny | 200       |      |

## Força Aèria iraquiana

### Generals
| 1 | Tinent General | Tinent General | 2 | General de Divisió | General de Divisió | 3 | General de Brigada | General de Brigada |

### Caps
| 1 | Coronel | Coronel | 2 | Tinent Coronel | Tinent Coronel | 3 | Comandant | Comandant |

### Oficials
| 1 | Capità | Capità | 2 | Tinent | Tinent | 3 | Alferes | Alferes |

### Història
La Força Aèria Iraquiana (en àrab: القوة الجوية العراقية, transliteració: Al Quwwa al Jawwiya al Iraqiya), també coneguda per les sigles en anglès IQAF (Iraqi Air Force), és la branca militar aèria de les Forces Armades Iraquianes, responsable de vigilar les fronteres internacionals, i dur a terme les operacions aèries. L'IQAF també actua com una força de suport per a la Marina de guerra iraquiana, i l'Exèrcit de Terra iraquià, i també permet a l'Iraq realitzar un ràpid desplegament del seu Exèrcit.
Va ser fundada el 1931, quan l'Iraq estava sota domini britànic, amb un grapat de pilots, i va seguir funcionant amb avions britànics fins a la Revolució del 14 de juliol, el 1958, quan el nou govern iraquià va establir relacions diplomàtiques amb la Unió Soviètica. La força aèria va utilitzar tant els avions soviètics com els britànics, durant tota la dècada de 1950 i 1960. Quan Saddam Hussein va arribar al poder el 1979, la força aèria va créixer molt ràpidament, després l'Iraq va comprar més avions soviètics i francesos. Després de la Guerra Iran-Iraq, l'IQAF disposava de 950 aeronaus, convertint-se en una de les forces aèries més poderoses de la regió. Després de la Guerra del Golf, l'ONU va decretar zones amb prohibició de vols. Després de la Invasió de l'Iraq de 2003 l'IQAF va ser destruïda, però després va ser reconstruïda, la major part de les seves aeronaus han estat comprades a Rússia i als Estats Units.

### Aeronaus
| Aeronau                   | Origen             | Tipus                 | Quantitat          | Foto               |
| Avió d'entrenament        | Avió d'entrenament | Avió d'entrenament    | Avió d'entrenament | Avió d'entrenament |
| ------------------------- | ------------------ | --------------------- | ------------------ | ------------------ |
| Cessna 172                | Estats Units       | Avió d'entrenament    | 8                  |                    |
| T-6 Texan II              | Estats Units       | Avió d'entrenament    | 15                 |                    |
| Lasta 95                  | Sèrbia             | Avió d'entrenament    | 10                 |                    |
| Avió d'atac a terra       |                    |                       |                    |                    |
| Sukhoi Su-25              | Rússia             | Avió d'atac a terra   | 5                  |                    |
| Avió de reconeixement     |                    |                       |                    |                    |
| AMD Alarus CH2000         | Estats Units       | Avió de reconeixement | 8                  |                    |
| Beechcraft Super King Air | Estats Units       | Avió de reconeixement | 6                  |                    |
| Seabird Seeker SB7L-360   | Austràlia          | Avió de reconeixement | 2                  |                    |
| Avió de transport         |                    |                       |                    |                    |
| Lockheed C-130 Hercules   | Estats Units       | Avió de transport     | 9                  |                    |
| Cessna 208                | Estats Units       | Avió de transport     | 10                 |                    |
| Antonov An-32             | Ucraïna            | Avió de transport     | 6                  |                    |
| Comp Air 7                | Estats Units       | Avió de transport     | 6                  |                    |
| Helicòpter                |                    |                       |                    |                    |
| Bell OH-58 Kiowa          | Estats Units       | Helicòpter            | 10                 |                    |
| UH-1 Iroquois             | Estats Units       | Helicòpter            | 16                 |                    |
| Mil Mi-17                 | Rússia             | Helicòpter            | 26                 |                    |
| Bell 206                  | Estats Units       | Helicòpter            | 10                 |                    |
| Bell 407                  | Estats Units       | Helicòpter            | 3                  |                    |
| Eurocopter EC-635         | França             | Helicòpter            | 24                 |                    |
| Mil Mi-35                 | Rússia             | Helicòpter            | 4                  |                    |
| Gazelle SA342             | França             | Helicòpter            | 6                  |                    |

## Marina de guerra iraquiana

### Almiralls
| 1 | Almirall | Almirall | 2 | Vicealmirall | Vicealmirall | 3 | Contraalmirall | Contralmirall |

### Oficials
| 1 | Comodor | Comodor | 2 | Capità | Capità | 3 | Tinent | Tinent | 4 | Alferes | Alferes |

### Sots-oficials i mariners
| 1 | Sargent | Sargent | 2 | Caporal | Caporal | 3 | Mariner | Mariner |

### Història
Al-Bahriyya al-Irāqiyya (àrab: القوة البحرية العراقي) és la Marina militar de l'Iraq. Creada el 1937, va actuar com a 
flotilla fluvial fins al 1958. Arran de la revolució que va fer caure la monarquia Haxemita, va començar un període d'expansió.
El major reforç es va produir a finals dels anys setanta sota el règim baazista del President Saddam Hussein, amb la compra a la Unió Soviètica de canoneres OSA armades amb míssils Styx, i amb la comanda feta a les drassanes italianes de quatre fragates Tipus "Llop" modificades, 6 corbetes tipus "Al-Assad", i un vaixell d'aprovisionament tipus "Stromboli". Els vaixells produïts a les drassanes italianes no van entrar en servei a l'Iraq, arran de l'embargament derivat en un primer moment per la Guerra Iran-Iraq, i posteriorment per la Primera Guerra del Golf. El gener de 2004 la Marina va ser reconstituïda com a força de defensa costanera i va rebre la seva actual denominació a partir del 12 gener 2005. El 2009, van entrar en servei quatre patrulleres tipus "Saettia" construïdes a Itàlia.

### Equipament de l'Armada
| Patrulleres               | Patrulleres | Patrulleres |
| Construit per             | Quantitat   | Foto        |
| ------------------------- | ----------- | ----------- |
| Fincantieri               | 4           |             |
| Riverhawk Fast Sea Frames | 2           |             |
| Wuhan Nanhua              | 5           | -           |
| Swiftships Ship Builders  | 12          | -           |